# Natalya Diehm
Natalya Diehm, född 23 september 1997 i Gladstone, Queensland, är en australisk BMX-cyklist.

## Karriär
Natalya Diehm deltog vid OS 2020 och slutade på en femteplats i disciplinen park. Vid OS 2024 tog hon brons i BMX-klassen freestyle.